# Deglazare

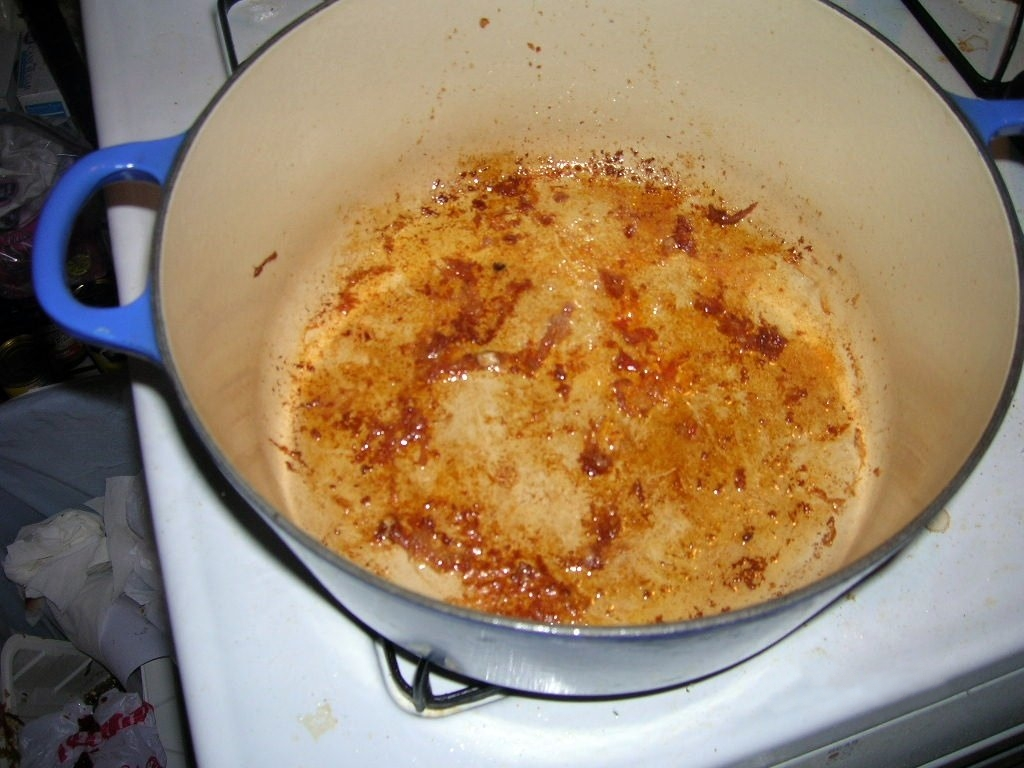
Resturi caramelizate rămase pe fundul vasului

Deglazarea este o procedură culinară care implică folosirea unui lichid pentru a îndepărta reziduurile caramelizate ramase pe fundul unui vas de gătit, dupa prepararea cărnii (sau, mai rar, a legumelor) pentru a da gust, aromă și culoare sosurilor și supelor.
Când o bucată de carne este coaptă, prăjită, sau preparată într-un vas folosind orice altă formă de căldură uscată, pe fundul vasului se formeaza un depozit de zaharuri brune, carbohidrați și/sau proteine, și grăsime topită.
Sucul rezultat pe fundul unui vas prin prepararea cărnii se numește jus sau jiu.
Carnea este îndepărtată și majoritatea grăsimii este înlăturată, lăsând o cantitate mică de grasime pe lângă resturile caramelizate. Tigaia este readusă pe foc și se adaugă un lichid, precum o bază de legume sau de carne, o băutură spirtoasă, vin sau un verjus care să acționeze ca solvent. Solventul îi permite bucătarului să dezlipească resturile caramelizate de pe fundul tigăii și sa le dizolve, încorporând gustul și aroma materialului rumenit în sosul de bază.
Gustul este determinat de carnea gătită, lichidul folosit pentru deglazare, ierburile aromatice adăugate, și ingredientele de finisare precum untul.
Lichidul rezultat poate fi condimentat și servit de unul singur, sau poate fi utilizat ca bază pentru o supă prin adiția legumelor aromatice (ceapă, hașmă, morcov, și țelină). Sosul poate fi îngroșat prin adăugarea untului sau a unui amidon (prin făina, amidon de porumb, pudră de săgeată), sau prin reducerea lichidului prin fierbere pentru a obține un lichid mai concentrat numit reducție.